# Prima Linea
Prima Linea var en italiensk vänsterpolitisk terrororganisation, grundad 1976 av Sergio Segio, Roberto Rosso, Enrico Baglioni och Enrico Galmozzi. Namnet syftar på vänsterorganisationernas interna ordningsmän som enligt förebilden, kommunistpartiets (PCI) "servizio d'ordine", införts även av alla militanta vänsterorganisationer med demonstrationer och ockupationer på programmet. Ordningsmännen utgjorde alltid det första ledet ("prima linea") vid demonstrationerna med främsta uppgift att ingripa när någon av de egna riskerade att skadas av polis eller motdemonstranter.
Prima Linea bestod huvudsakligen av före detta medlemmar i Lotta Continua och Potere Operaio samt ett fåtal utbrytare från Röda brigaderna. Prima Linea blev den näst mest framgångsrika av blyårens italienska vänsterextrema terroristorganisationer räknat i antal attentat och mördade personer. Prima Linea formulerade aldrig något politiskt projekt, med undantag av paroller som "förgöra fienden" eller "radikal transformering av proletariatet", och ställde aldrig några krav. Det förefaller som att PL:s enda mål var att mörda personer med något slags anknytning till staten. Prima Linea var inte bara ideologiskt utan även organisatoriskt olikt Röda brigaderna. De reguljära brigadisterna lämnade sina vanliga vardagsliv, gick under jorden och försörjdes genom en av ledningen administrerad månadslön som ytterst härrörde från en serie väpnade rån och kidnappningar. Man kan säga att de skapade ett parallellt samhälle med sin egen ekonomi och byråkrati, nästan helt utan kontakt med den vanliga befolkningens vardagsliv. Medlemmarna i Prima Linea levde däremot dubbelliv. De studerade och arbetade som vilka medborgare som helst och deras grannar hade ingen aning om att personen i lägenheten intill var terrorist förrän karabinjärerna dök upp och bankade på dörren. När kallelsen kom till en aktion plockades lämpliga kläder och vapen fram från gömställen och man åkte till en samlingsplats inför uppdraget. Flera PL-medlemmar har beskrivit sitt liv under blyåren som "schizofrent": Ett helt normalt vardagsliv, kombinerat med deltagande i högst onormala politiska attentat.
Prima linea grundades i likhet med Nuclei Armati Proletari (NAP) huvudsakligen av medlemmar i Lotta Continua som inte ville foga sig i ledningens beslut att LC inte skulle använda sig av olagligt våld utan begränsa våldsanvändningen till direkt självförsvar vid en akut situation. Huvudskillnaden mellan de två gruppernas rekryteringsbas var den att NAP-medlemmarna ("nappisti") i betydande omfattning rekryterats till LC bland kriminella element under LC-ledarnas återkommande fängelsevistelser. Prima Linea däremot hade en sammansättning som var mer lik Röda brigadernas, en blandning av studenter och arbetare men med en stor övervikt för de förstnämnda medan Röda brigadernas majoritet var f.d. arbetare. Lotta Continuas möte i Rimini 1976 som i praktiken innebar slutet för dess verksamhet utlöste något av en massflykt från LC till PL. 
Den militära ledningen i PL bestod av Segio, Maurice Bignami och Bruno Laronga. Under deras ledning urartade PL:s verksamhet snabbt till en kaotisk serie av attentat utan den dogmatiska logik som kännetecknade Röda brigadernas val av offer. Prima Lineas strategi tedde sig utifrån valet av offer oklar även för andra vänsterextrema grupper. Förutom högerpolitiker, domare och poliser sköt man företagsledare, arkitekter, universitetslärare och läkare. En del av offren hade endast marginell, eller ingen, anknytning till högerpolitiska organisationer. Vid ett tillfälle dödades en helt oskyldig fotgängare, en 13-årig pojke på väg hem från skolan, av misstag när PL lurat in en polis i en bar i Turin för att mörda honom. Senare mördade man även barens ägare för att man felaktigt misstänkte honom för att ha informerat polisen om detaljerna. För säkerhets skull mördades även vänsteraktivisten William Waccher av samma skäl. Totalt genomförde PL-medlemmar under organisationens omkring sjuåriga existens (1977–1983) ett hundratal attentat, i vilka totalt 39 personer träffades av PL:s kulor och 18 av dem dog.
Det ur politisk synvinkel mest svårbegripliga av PL:s attentat var mordet på biträdande åklagaren Emilio Alessandrini som utfördes 29 januari 1979 av fyra PL-medlemmar, Sergio Segio, Marco Donat Cattin, Michele Viscardi och Umberto Mazzola. Allessandrini var en åklagare som börjat undersöka bombattentatet på Piazza Fontana i Milano med utgångspunkten att det sannolikt var ett dåd av högerextremister. Marco Donat Cattin som ledde attacken var son till den kristdemokratiske politikern Carlo Donat Cattin, minister i ett flertal italienska regeringar. Tidningen Lotta Continua uttryckte på sin första sida stor förvåning över att Allessandrini inte mördats av nyfascisterna som hade goda motiv för att göra det utan i stället av Prima Linea.
En detalj som väckte mycken uppmärksamhet när den avslöjades var att Prima Linea hade ett "kvinnokommando", en aktionsgrupp som bestod av fyra kvinnor och leddes av Silveria Russo. Russo organiserade bland annat mordet på Paolo Paoletti, produktionsansvarig vid ICMESA:s fabrik i Seveso vid tiden för Sevesokatastrofen. Paoletti mördades den 5 februari 1980 i Monza och aktionen beskrevs av Prima Linea som ett led i en kampanj för hälsan.